# ワガママMIRROR HEART
「ワガママMIRROR HEART」は、大橋彩香の5枚目のシングル。2017年1月18日にLantisから発売された。

## 概要
大橋のシングルとしては「ヒトツニナリタイ」から1年1ヶ月ぶりのリリースとなる。
表題曲はテレビアニメ『政宗くんのリベンジ』のオープニングテーマに起用された。切なさとアッパーさを併せ持つラブソングである。
販売形態は、彩香盤（LACM-14562）、愛姫盤（LACM-14563）の2種。彩香盤には表題曲のMVとそのメイキング映像が収録されたDVDが同梱され、愛姫盤は同アニメで大橋が演じるヒロイン・安達垣愛姫のアニメイラストがジャケットになっている。
売り上げ枚数は本人名義のシングルで最多となっている（2018年6月現在）。

## 収録曲
| #         | タイトル                            | 作詞       | 作曲      | 編曲                    | 時間  |
| --------- | ----------------------------------- | ---------- | --------- | ----------------------- | ----- |
| 1.        | 「ワガママMIRROR HEART」            | 真崎エリカ | 加藤裕介  | 酒井拓也（Arte Refact） | 4:34  |
| 2.        | 「彩りPlace」                       | rino       | 廣澤優也  | 藤井亮太、廣澤優也      | 4:04  |
| 3.        | 「ロンリーサンシャイン」            | 畑亜貴     | 小山寿    | 小山寿                  | 4:38  |
| 4.        | 「ワガママMIRROR HEART」(Off Vocal) |            |           |                         | 4:34  |
| 5.        | 「彩りPlace」(Off Vocal)            |            |           |                         | 4:05  |
| 6.        | 「ロンリーサンシャイン」(Off Vocal) |            |           |                         | 4:36  |
| 合計時間: | 合計時間:                           | 合計時間:  | 合計時間: | 合計時間:               | 26:31 |

| #  | タイトル                               | 作詞 | 作曲・編曲 |
| -- | -------------------------------------- | ---- | ---------- |
| 1. | 「ワガママMIRROR HEART」(Music Video)  |      |            |
| 2. | 「ワガママMIRROR HEART」(Making Video) |      |            |